# Kiseki (NIRGILISの曲)
「kiseki」（キセキ）は、日本のバンド・NIRGILISの通算13枚目のシングル。2009年3月4日にDefSTAR RECORDSから発売された。

## 解説
伊藤孝氣脱退後2作目のシングル。ミニアルバム『チックチックチック』から9ヶ月半ぶり、シングル作品としては「Brand New Day」からおよそ1年3ヶ月半ぶりのリリースであり、2009年4月8日発売のアルバム『RGB』の先行シングルとなる。初回生産盤には『鉄腕バーディー』書き下ろしワイドキャップステッカーが封入される。
PVは、制作スタッフらによる人文字で歌詞が描写されるという内容になっている。

## 収録曲
（全編曲：NIRGILIS）
1. kiseki [4:21]
作詞：稲寺佑紀、作曲：栗原稔・稲寺佑紀・岩田アッチュ
独立UHF局テレビアニメ『鉄腕バーディー DECODE:02』オープニングテーマ
2. I Love You [4:14]
作詞・作曲：岩田アッチュ
3. kiseki （Original Instrumental）

## 収録アルバム
| 曲名        | 収録アルバム | 発売日       | 備考                  |
| ----------- | ------------ | ------------ | --------------------- |
| disillusion | 『RGB』      | 2009年4月8日 | 4thスタジオ・アルバム |